# Stefania satelles
Stefania satelles är en groddjursart som beskrevs av Señaris, Ayarzagüena och Stefan Gorzula 1997. Stefania satelles ingår i släktet Stefania och familjen Hemiphractidae. IUCN kategoriserar arten globalt som nära hotad. Inga underarter finns listade i Catalogue of Life.